# Chlopsis
Chlopsis è un genere di pesci ossei marini appartenenti alla famiglia Chlopsidae.

## Distribuzione e habitat
Le specie sono diffuse nei mari tropicali e subtropicali di tutto il mondo. Nel mar Mediterraneo è presente ma rara la specie Chlopsis bicolor.

## Specie
- Chlopsis apterus
- Chlopsis bicollaris
- Chlopsis bicolor
- Chlopsis bidentatus
- Chlopsis dentatus
- Chlopsis kazuko
- Chlopsis longidens
- Chlopsis olokun
- Chlopsis slusserorum[1]